# マンツーマン英会話enggl
マンツーマン英会話enggl (マンツーマンえいかいわいんぐる) は、大阪に校舎をもつ、ヒューマンアカデミーの英会話学校である。
2006年に大阪で開校した、比較的新しい英会話学校である。
　　　　　　　　　　　　　　　　　　　　　　　　　　　　　　　　　　　　　　　　　　　　　　　　　　　　　　　2008年より同じ教育グループのヒューマン国際大学機構と合併。
　　　　　　　　　　　　　　　　　　　　　　　　　　　　　　　　　　　　　　　　　　　　　　　　　　　　　　　2010年に資格・留学・英会話engglと名称を変更し、英会話以外に各種英語検定コースを開講。現在は募集を停止している。

## 運営内容
1. 日常英会話
2. TOEIC対策講座
3. TOEFL対策講座
4. SAT対策講座
5. GRE対策講座

## 概要
- 所在地
  - 大阪校：大阪市中央区南船場4-3-2 御堂筋MIDビル8Ｆ